# کریستینه مانگاساریان
کریستینه مانگاساریان (ارمنی: Քրիստինե Մանգասարյան؛ زادهٔ ۱۷ مهٔ ۱۹۹۱) بازیکن فوتبال در پست هافبک اهل ارمنستان است.

## تیم ملی
وی همچنین در تیم ملی فوتبال زنان ارمنستان بازی کرده‌است. مانگاساریان نخستین بازی ملی خود در چهارچوب مقدماتی جام جهانی فوتبال زنان ۲۰۱۱ در تاریخ ۱۹ سپتامبر ۲۰۰۹ در ایروان در مقابل فنلاند انجام داده‌است.